# Наталис, Александр
Александр Наталис (фр. Alexandre Noël; лат. Alexander Natalis; 19 января 1639, Руан — 21 августа 1724, Париж) — французский богослов-янсенист, духовный писатель, историк церкви.
В 15-летнем возрасте вступил послушником в орден доминиканцев, впоследствии был рукоположён. Преподавал философию в парижском якобинском монастыре Сен-Жак, с 1675 года был доктором Сорбонны, где преподавал богословие и церковное право. Был наставником Жака Никола Кольбера (фр. Jacques Nicolas Colbert), будущего архиепископа Руана. За свои проповеди был удостоен ежегодной пенсии в 800 ливров от Людовика XIV, в 1709 году за янсенистские убеждения (в частности, за работу 1703 года «Cas de conscience») был сослан в Шательро. В 1713 году выступил против буллы Unigenitus, за что был лишён пенсии. Был похоронен в якобитской церкви в Париже (фр. Couvent des Jacobins de la rue Saint-Jacques).
Главной его работой является обширный труд по церковной истории «Selecta historiae ecclesiasticae capita etc.» (Париж, 1677—1686, 26 томов), заканчивающийся историей Тридентского собора (1545). В своей работе Наталис был близок к галликанизму, поэтому сочинение было включено папой Иннокентием XI в Индекс запрещённых книг.
Другие его труды: «Theologia dogmatica et moralis» (Париж, 1693; 4-е издание — 1768) и «Praecepta et regulae ad praedicatores verbi divini informandos» (Париж, 1700). В спорах о китайских обрядах поддерживал доминиканцев и считал конфуцианские обряды языческими, сравнивая их с античным язычеством; этому вопросу посвящена его работа 1700 года «Conformité des cérémonies chinoises avec l’idolâtrie grecque et romaine».